# Antoine-Jérôme Balard
Antoine-Jérôme Balard (Montpellier, 30 de septiembre de 1802 - París, 30 de marzo de 1876), también conocido como Antoine Balard, fue un químico y farmacéutico francés, descubridor del bromo.
Balard inició su formación como farmacéutico en École de pharmacie de Montpellier, pasando posteriormente a estudios en el ámbito de la química. Desempeñó la función de maestro en la École normale supérieure y de profesor docente titular en la Facultad de las Ciencias de París, de 1841 a 1867, sucediendo en el puesto a Louis Jacques Thénard y posteriormente sucedido él mismo por Henri Claire Deville, director de estudios en la 2.ª sección de la École pratique des hautes études. Paralelamente, Balard fue catedrático del Collège de France en 1851, donde impartió clases a Marcellin Berthelot, miembro de la Académie des sciences en 1844 y presidente de la Société française de photographie de 1858 a 1868.
Se le debe el descubrimiento del bromo en 1826, elemento químico halógeno que aún no se había llegado a aislar y, con su descubrimiento, la consecuente aplicación de este no-metal en la ciencia y la industria. Por este descubrimiento se le otorgó la Royal Medal de la Royal Society del Reino Unido en 1830.
Sus investigaciones científicas también le deben el haber descubierto como extraer sulfato sódico del agua del mar, extendiéndose a la aplicación industrial y al comercio, ya que permitió suministrar en abundancia y a bajo precio soda artificial y sales de potasa.
Sus trabajos de investigación y descubrimientos se encuentran en las Mémoires que forman parte de las Comptes rendus de l'Académie des sciences (Actas de la Academia de las ciencias) y de los Annales de physique et de chimie (Anales de física y química).